# Coleophora luteolella
Coleophora luteolella é uma espécie de mariposa do gênero Coleophora pertencente à família Coleophoridae.